# فرانسيس إليزابيث موراي
فرانسيس إليزابيث موراي هي كاتِبة كندية، ولدت في 14 يناير 1830 في نيو برونزويك في كندا، وتوفيت في 13 فبراير 1901 في سانت جون في كندا.